# Екстремум

Екстре́мум — найбільше або найменше значення функції на заданій множині. 
Розрізняють:
- лока́льний — екстремум у певному довільно малому околі даної точки;
- глоба́льний — екстремум в усій розглядуваній області значень функцій.

Задачі знаходження екстремуму виникають у всіх галузях людського знання: 
теорії автоматичного керування, економіці, біології, фізиці тощо.

## Визначення
Нехай дано функцію {\displaystyle f:M\subset \mathbb {R} \to \mathbb {R} ,} і {\displaystyle x_{0}\in M^{0}} — внутрішня точка області визначення {\displaystyle f.} Тоді
- {\displaystyle x_{0}} називається точкою локального максимуму функції {\displaystyle f,} якщо існує проколотий окіл {\displaystyle {\dot {U}}(x_{0})} такий, що
{\displaystyle \forall x\in {\dot {U}}(x_{0})\quad f(x)\leqslant f(x_{0});}
- {\displaystyle x_{0}} називається точкою локального мінімуму функції {\displaystyle f,} якщо існує проколотий окіл {\displaystyle {\dot {U}}(x_{0})} такий, що
{\displaystyle \forall x\in {\dot {U}}(x_{0})\quad f(x)\geqslant f(x_{0}).}

- {\displaystyle x_{0}} називається точкою глобального (абсолютного) максимуму, якщо
{\displaystyle \forall x\in M\quad f(x)\leqslant f(x_{0});}
- {\displaystyle x_{0}} називається точкою глобального (абсолютного) мінімуму, якщо
{\displaystyle \forall x\in M\quad f(x)\geqslant f(x_{0}).}

Якщо нерівності вище строгі, то {\displaystyle x_{0}} називається точкою строгого локального або глобального максимуму або мінімуму відповідно.
Значення функції {\displaystyle f(x_{0})} називають відповідно (строгим) локальним або глобальним максимумом або мінімумом. Точки, які є точками (локального) максимуму або мінімуму, називають точками (локального) екстремуму.

## Зауваження
Функція {\displaystyle f,} визначена на множині {\displaystyle M,} може не мати на ньому жодного локального або глобального екстремуму. Наприклад, {\displaystyle f(x)=x,\;x\in (-1,1).}

## Необхідні умови існування локальних екстремумів
З леми Ферма випливає таке:
Нехай точка {\displaystyle x_{0}} є точкою екстремуму функції {\displaystyle f}, визначеної в деякому околі точки {\displaystyle x_{0}}.
Тоді або похідна {\displaystyle f'(x_{0})} не існує, або {\displaystyle f'(x_{0})=0}.
Ці умови не є достатніми, так, функція може мати нуль похідної в точці, але ця точка може не бути точкою екстремуму, а бути, скажімо, точкою перегину, як точка (0,0) у функції {\displaystyle f(x)=x^{3}}.

## Достатні умови існування локальних екстремумів
- Нехай функція {\displaystyle f\in C(x_{0})} неперервна в {\displaystyle x_{0}\in M^{0},} і існують скінченні або нескінченні односторонні похідні {\displaystyle f'_{+}(x_{0}),f'_{-}(x_{0})}. Тоді за умови

{\displaystyle f'_{+}(x_{0})<0,\;f'_{-}(x_{0})>0}
{\displaystyle x_{0}} є точкою строгого локального максимуму. А якщо
{\displaystyle f'_{+}(x_{0})>0,\;f'_{-}(x_{0})<0,}
то {\displaystyle x_{0}} є точкою строгого локального мінімуму.
Зауважимо, що при цьому функція не обов'язково диференційовна в точці {\displaystyle x_{0}}.
- Нехай функція {\displaystyle f} неперервна і двічі диференційовна в точці {\displaystyle x_{0}}. Тоді за умови

{\displaystyle f'(x_{0})=0} і {\displaystyle f''(x_{0})<0}
{\displaystyle x_{0}} є точкою локального максимуму. А якщо
{\displaystyle f'(x_{0})=0} і {\displaystyle f''(x_{0})>0}
то {\displaystyle x_{0}} є точкою локального мінімуму.
- Нехай функція {\displaystyle f} диференційовна {\displaystyle n} разів у точці {\displaystyle x_{0}} і {\displaystyle f'(x_{0})=f''(x_{0})=\dots =f^{(n-1)}(x_{0})=0}, а {\displaystyle f^{(n)}(x_{0})\neq 0}.

Якщо {\displaystyle n} парне і {\displaystyle f^{(n)}(x_{0})<0}, то {\displaystyle x_{0}} — точка локального максимуму. Якщо {\displaystyle n} — парне і {\displaystyle f^{(n)}(x_{0})>0}, то {\displaystyle x_{0}} — точка локального мінімуму. Якщо {\displaystyle n} — непарне, то екстремуму немає.

## Теорема Ферма
Нехай {\displaystyle x_{0}} — точка екстремуму функції {\displaystyle f\colon D\to R}. Якщо {\displaystyle x_{0}} — внутрішня точка для {\displaystyle D} і {\displaystyle f(x)} — диференційовна в точці {\displaystyle x_{0}~(\exists f'(x_{0}))}, то {\displaystyle f'(x_{0})=0}.

## Теорема Ролля
Якщо {\displaystyle f\colon [a;b]\to R} неперервна на {\displaystyle [a;b]}, диференційовна на {\displaystyle (a;b)} і {\displaystyle f(a)=f(b)}, то {\displaystyle \exists \xi \in (a;b):~f'(\xi )=0}